# Bulbophyllum obtusilabium
Bulbophyllum obtusilabium là một loài phong lan thuộc chi Bulbophyllum.